# Amblystomus niger
Amblystomus niger é uma espécie de insetos coleópteros pertencente à família Carabidae.
A autoridade científica da espécie é Heer, tendo sido descrita no ano de 1841.
Trata-se de uma espécie presente no território português.